# 建設を開始すべき新幹線鉄道の路線を定める基本計画
建設を開始すべき新幹線鉄道の路線を定める基本計画（けんせつをかいしすべきしんかんせんてつどうのろせんをさだめるきほんけいかく）とは、全国新幹線鉄道整備法（昭和45年法律第71号）第4条（基本計画）に基づき、国土交通大臣（当時は運輸大臣）が定め公示した、全国新幹線鉄道の基本計画のことである。

## 各告示の概要

### 昭和46年告示第17号
昭和46年1月18日 運輸省告示第17号（改正：昭和47年7月3日 運輸省告示第242号）
| 路線名     | 起点   | 終点   | 主要な経過地                     | 現況     | 計画変更                             |
| ---------- | ------ | ------ | -------------------------------- | -------- | ------------------------------------ |
| 東北新幹線 | 東京都 | 青森市 | 宇都宮市附近、仙台市附近、盛岡市 | 供用中   | 終点が盛岡市から青森市に変更された。 |
| 上越新幹線 | 東京都 | 新潟市 |                                  | 供用中   |                                      |
| 成田新幹線 | 東京都 | 成田市 |                                  | 計画失効 | 基本計画が法的に効力を失い消滅した。 |

### 昭和47年告示第243号
昭和47年7月3日 運輸省告示第243号（変更：昭和48年11月15日 運輸省告示第465号）
| 路線名       | 起点   | 終点     | 主要な経過地           | 現況                     | 計画変更                             |
| ------------ | ------ | -------- | ---------------------- | ------------------------ | ------------------------------------ |
| 北海道新幹線 | 青森市 | 旭川市   | 函館市附近、札幌市     | 一部供用中及び事業中     | 終点が札幌市から旭川市に変更された。 |
| 北陸新幹線   | 東京都 | 大阪市   | 長野市附近、富山市附近 | 大部分供用中、一部事業中 |                                      |
| 九州新幹線   | 福岡市 | 鹿児島市 |                        | 供用中                   |                                      |

### 昭和47年告示第466号
昭和47年12月12日 運輸省告示第466号
| 路線名                               | 起点   | 終点   | 主要な経過地 | 現況                 |
| ------------------------------------ | ------ | ------ | ------------ | -------------------- |
| 西九州新幹線(九州新幹線西九州ルート) | 福岡市 | 長崎市 | 佐賀市       | 一部供用中及び事業中 |

### 昭和48年告示第466号
昭和48年11月15日 運輸省告示第466号
全国新幹線鉄道整備法では、下記の11路線が「基本計画路線」に位置付けられている。
| 路線名             | 起点                 | 終点     | 主要な経過地                         | 現況   |
| ------------------ | -------------------- | -------- | ------------------------------------ | ------ |
| 北海道南回り新幹線 | 北海道山越郡長万部町 | 札幌市   | 室蘭市附近、苫小牧市、千歳市         |        |
| 羽越新幹線         | 富山市               | 青森市   | 新潟市附近、秋田市附近               |        |
| 奥羽新幹線         | 福島市               | 秋田市   | 山形市附近                           |        |
| 中央新幹線         | 東京都               | 大阪市   | 甲府市附近、名古屋市附近、奈良市附近 | 事業中 |
| 北陸・中京新幹線   | 敦賀市               | 名古屋市 |                                      |        |
| 山陰新幹線         | 大阪市               | 下関市   | 鳥取市附近、松江市附近               |        |
| 中国横断新幹線     | 岡山市               | 松江市   |                                      |        |
| 四国新幹線         | 大阪市               | 大分市   | 徳島市附近、高松市附近、松山市附近   |        |
| 四国横断新幹線     | 岡山市               | 高知市   |                                      |        |
| 東九州新幹線       | 福岡市               | 鹿児島市 | 大分市附近、宮崎市附近               |        |
| 九州横断新幹線     | 大分市               | 熊本市   |                                      |        |

## その後の動き
1971年（昭和46年）に基本計画が公示された路線は、計画が失効した成田新幹線を除いて全区間開通済みである。
1972年（昭和47年）に基本計画が公示された路線は、1973年（昭和48年）に整備計画が決定された。これらの路線は整備新幹線とよばれ、一部区間が開通済みまたは着工済みであるが、未着工区間も存在する。
1973年（昭和48年）に基本計画が公示された路線は、2011年（平成23年）に中央新幹線の整備計画が決定された。
その他区間については2024年（令和6年）現在、未着工である。
2017年（平成29年）度以降、国土交通省は今後の国土における幹線鉄道網の整備手法について「幹線鉄道ネットワーク等のあり方に関する調査について」と冠して毎年調査を実施しており、対象には四国新幹線・四国横断新幹線など計11の基本計画路線も含まれている。基本計画路線に関するものとしては、単線方式による新幹線の整備コストや輸送力、瀬戸大橋に新幹線を複線整備した場合の工期と費用、新しい費用便益比 (B/C) の計算手法の構成要素となり得る新幹線既開通区間の流動分析などが挙げられる。『交通政策白書』において、この調査について「新幹線整備が社会・経済に与える効果の検証や、効果的・効率的な新幹線の整備・運行手法の研究等に取り組んでいる」と記されている。『交通政策白書』は、交通の動向と交通に関する政府の施策について国民に周知させるための白書であり、交通政策基本法（平成25年法律第92号）第14条第1項及び第2項の規定に基づいて、国土交通省が刊行し、毎年国会に報告されている。
2023年（令和5年）6月16日、経済財政諮問会議での答申を経て、第2次岸田内閣 (第1次改造)は「経済財政運営と改革の基本方針2023 加速する新しい資本主義～未来への投資の拡大と構造的賃上げの実現～」（骨太の方針2023）を閣議決定した。「基本計画路線及び幹線鉄道ネットワーク等の高機能化等の地域の実情に応じた今後の方向性について調査検討を行う」と記され、基本計画路線に関する調査が初めて骨太の方針に盛り込まれた。また、岸田内閣は国土形成計画法に基づく国土形成計画の改定を進め、7月28日に第三次国土形成計画（全国計画）を閣議決定し、基本計画路線に関する調査について同じ文言を入れた。
全国計画の決定を受けて、国土交通省四国地方整備局は「四国圏広域地方計画」の次期計画の策定を進めている。2023年（令和5年）10月6日の「第4回四国圏広域地方計画有識者懇談会」では次期計画（案）が議論され、四国経済連合会の提言、徳島県・香川県・愛媛県の計画、有識者の意見を踏まえて、目標を達成するための「主要な施策」として「四国新幹線の実現」「四国新幹線の位置づけ」に言及している。

## 幹線鉄道ネットワーク等のあり方に関する調査

### 平成29年度調査
平成29年度の調査では、関係する地域や観光客数の現状を把握し、財政的な制約の中でより効果的・効率的に新幹線を整備する手法についての事例の抽出や課題の整理が行われた。
1. 基礎的なデータ収集・整理：新幹線整備による沿線地域への波及効果、沿線地域の取組、海外の高速鉄道整備の事例・実態の調査が行われた。
2. 効率的な新幹線整備手法の研究：単線による整備、ミニ新幹線方式による整備、既存インフラを活用した整備に関する検討が行われた。
3. 在来線高速化手法、既存の幹線鉄道との接続手法等の研究：幹線鉄道の高速化や接続性の向上について検討された。

#### 基礎的なデータ収集・整理
| 調査項目                             | 調査結果 |
| ------------------------------------ | --- |
| 新幹線整備による沿線地域への波及効果 | 観光客数の変化や経済波及効果について情報収集が行われた。新幹線が地域に与える効果について、地価上昇や日本人観光客の増加だけでなく、インバウンドの増加も確認された。たとえば、金沢市では、北陸新幹線の開業を契機に金沢駅前の開発が進み、地価が343千円/m2（平成27年）から約1.7倍の600千円/m2（平成30年）に上がった。また、年間訪日外国人宿泊客数が約25.6万人（平成26年）から約2.2倍の約44.8万人（平成29年）に増えた。 |
| 沿線地域の取組                       | 新都道府県域をまたいで多数の沿線地域が一体となって観光客の誘致に力を入れている事例の調査が行われた。たとえば、平成28年度の北海道新幹線開業においては、青森県や北海道が開業前後の3ヶ年（平成27 - 29年）にわたってデスティネーションキャンペーンを実施した結果、青森県や北海道道南地域の観光施設入込客数は、平成27年度の約550万人に対して、28年度は10%増加し、約600万人に増えた。                                    |
| 海外の高速鉄道整備の事例・実態       | 台湾高速鉄道や中国鉄路高速などの海外の高速鉄道について、路線概要や沿線都市の規模、整備スキーム、開業効果などの調査が行われた。たとえば、中国の京広線では北京-広州間の移動に片道20時間かかっていたが、北京-広州-深圳-香港を結ぶ京港旅客専用線が開業して所要時間が8時間になり、約12時間もの大幅な時間短縮を実現した。                                                                                                |

#### 効率的な新幹線整備手法の研究
| 調査項目                   | 調査の成果 | 今後の検討課題 |
| -------------------------- | --- | --- |
| 単線による整備             | - 複線の整備費用を100%とした場合、単線による整備の費用（概算）は、高架区間が約76 - 81％、トンネル区間が約83％、橋梁区間が約66 - 74％となり、ある程度費用を抑制できることが分かった。 - 単線用の信号保安システムの開発やすれ違いを加味したダイヤ設定が必要となることが分かった。 - 運行できる本数は片方向で1時間に1 - 2本程度に制限されることが分かった。 | - 需要が小さい場合には、車両基地や発電所など規模が小さくなる施設もあると考えられるため、需要を考慮したコストの検討をさらに行う必要がある。 - 単線用の信号保安システムの開発、効率の良い運行のための行き違い施設などの配置について、検討する必要がある。 |
| ミニ新幹線方式による整備   | - 軌間の拡幅に伴い、軌道部分よりも橋梁部分の改良工事の費用割合が大きくなることから、橋梁の多さが工事費に大きく影響することが分かった。電化や電化方式の変更がある場合には追加費用が必要となる。 - 工事費用は、軌道の改良に約1 - 2億円/km、橋梁の改良に約5 - 40億円/km、電化に約1 - 3億円/kmかかることが分かった。                                         | - 在来線の運休など利用者への影響を可能な限り減らす工事手法の検討が必要となる。 - ミニ新幹線開業後の継続的な運用、維持管理について、さらに検討する必要がある。                                                                                           |
| 既存インフラを活用した整備 | - 新幹線整備を前提とした準備施設や既存の鉄道用地・構造物など、活用可能な既存インフラが抽出された。 - 四国横断新幹線の瀬戸大橋区間は、海上にあり、営業線である本四備讃線に近接した新線となるため難工事が予想される。工事手法を検討した結果、工期は約13年、建設費（概算）は約1,100億円かかることが分かった。                                               | - 工期短縮やコスト低減のため、瀬戸大橋区間の整備方式などの検討が必要である。 |

#### 在来線高速化手法、既存の幹線鉄道との接続手法等の研究
| 調査項目         | 調査の成果 | 今後の検討課題 |
| ---------------- | --- | --- |
| 幹線鉄道の高速化 | - 沿線自治体より在来線高速化の要望がある路線の現況について、関係鉄道事業者へのアンケート調査が行われ、高速化の阻害要因が分析された。阻害要因の例として、単線区間や非電化区間の割合が多いことが挙げられた。 - 高速化施策の課題が整理された。高速化施策の例として、電化、曲線の線形改良、一線スルー化などが挙げられた。 | - 工事費用・工期について、さらに具体的な分析を行う必要がある。 - ダイヤ調整等による所要時間短縮の可能性等についても検討する必要がある。                                                           |
| 幹線鉄道の接続   | - 主な乗換駅に関して、関係自治体へのアンケート調査が行われ、駅の構造や列車の運行状況について整理された。調査対象の約120駅について「駅カルテ」が作成された。 - 各区間の所要時間や乗換回数について網羅的に調査が行われ、特に乗換回数が多い地域や乗換に時間を要する駅について、過去の接続性の改良施策が抽出された。接続性改良施策の例として、新幹線と在来線の直通運転化（山形新幹線・秋田新幹線）、同一ホーム乗換え（新潟駅） などが挙げられた。 | - 接続性改良施策について、工事費用・工期等の検討を行う必要がある。 - 新潟駅のように、新幹線と在来線の同一ホーム乗換を可能にして、接続性を抜本的に改善した事例を他の駅にも展開できないか検討する。 |

### 令和元年度調査
令和元年度の調査では、前年度の調査結果を踏まえて、下記の事項について調査が行われた。
1. ケーススタディの実施、単線新幹線の有効性や課題の検討：具体的な条件を設定し、路線全体のコスト削減率の検討が行われた。
2. 新幹線整備後の在来線の将来像に係る検討の深度化：新幹線整備が在来線の利用に与える影響が在来線のタイプ別に分析された。
3. 新幹線の整備効果に関する検討：各新幹線駅の特性と利用状況の関係の整理が行われた。

#### 単線による新幹線整備
前年度までの検討結果を基にケーススタディが実施された。駅間距離が最短10kmから最長50kmに、トンネル区間の割合が3割から7割に設定され、単線新幹線のコスト縮減効果と運行上の課題の整理が行われた。路線全体で最大15％程度のコスト削減効果がある一方で、表定速度は最大20％程度低下することが分かった。今後の調査では、ケーススタディの結果を踏まえ、より合理的な整備・運行手法についての検討が行われる。
| コスト削減効果 | - 70％の区間を単線にすると約10％～11％、全線を単線にすると約14％～16％、事業費単価（億円/km）の削減が見込まれる。 - トンネル区間の割合はコスト削減率にほとんど影響を与えないことが分かった。 |          |          |
| 運行面         | - 行き違いのための停車が発生し、表定速度が下がる。単線区間が４割程度の区間では約５％、６割超の区間では約20％低下する。 - 実際の速達性は営業主体が設定する運行本数や停車駅数によって異なる。この調査では各区間の運行本数を毎時片道２本ずつ（速達タイプ１本、緩行タイプ１本）に設定している。 \| 線区 \| 全線複線 \| 一部単線 \| 全線単線 \| \| ----------- \| -------- \| -------- \| -------- \| \| A駅 - H駅間 \| 0:53:30 \| 0:56:00 \| 1:07:45 \| \| A駅 - K駅間 \| 0:50:30 \| 1:04:00 \| 1:01:45 \| \| A駅 - L駅間 \| 0:43:00 \| 0:45:00 \| 0:55:00 \| |          |          |
| 線区           | 全線複線 | 一部単線 | 全線単線 |
| A駅 - H駅間    | 0:53:30 | 0:56:00  | 1:07:45  |
| A駅 - K駅間    | 0:50:30 | 1:04:00  | 1:01:45  |
| A駅 - L駅間    | 0:43:00 | 0:45:00  | 0:55:00  |

このケーススタディでは、途中で分岐・合流がある全長300kmの路線を単線で整備する場合について分析された。ケーススタディの路線図には「四国新幹線」「四国横断新幹線」と明記されていないが、四国における全長302kmの整備構想と内容が一致している。各駅の名前と所在地が書かれていないが、各駅の構造と駅間距離を読み取れるため、「A駅」が山陽新幹線との分岐点となる岡山駅であれば、「K駅」が徳島市、「I駅」が高松市、「E駅」が四国中央市、「H駅」が松山市、「L駅」が高知市の駅と推定できる。
- 線路 … ‖：複線区間、｜：単線区間、◇・◆：列車交換可能（◆はスイッチバック駅）、∨：ここより下は単線、∧：ここより下は複線

| 駅名   | 駅の構造         | A駅からの 距離（km） | 線路 | 所在地 （未定） | 所在地 （未定） | 備考                                             |
| ------ | ---------------- | -------------------- | ---- | --------------- | --------------- | ------------------------------------------------ |
| A      | 分岐駅（2面4線） | 0                    | ‖    |                 |                 | 既存新幹線で大都市方面へ直通運転                 |
| 分岐点 | 分岐点           | 5                    | ‖    |                 |                 | 既存新幹線との分岐点                             |
| B      | 中間駅（2面2線） | 30                   | ‖    |                 |                 |                                                  |
| C      | 分岐駅（2面4線） | 50                   | ◆    |                 |                 | A駅 - I駅・K駅間を走る列車はここでスイッチバック |
| D      | 中間駅（2面2線） | 75                   | ‖    |                 |                 |                                                  |
| E      | 分岐駅（2面4線） | 95                   | ∨    |                 |                 | A駅 - L駅間を走る列車はここで分岐                |
| 信号場 | 信号場           |                      | ◇    |                 |                 | 単線の場合は行き違いを考慮して信号場を設置       |
| L      | 終端駅（2面4線） | 145                  | ∧    |                 |                 |                                                  |

| 駅名   | 駅の構造         | A駅からの 距離（km） | 線路 | 所在地 （未定） | 所在地 （未定） | 備考                                             |
| ------ | ---------------- | -------------------- | ---- | --------------- | --------------- | ------------------------------------------------ |
| K      | 終端駅（2面4線） | 130                  | ∨    |                 |                 |                                                  |
| J      | 中間駅（2面2線） | 100                  | ｜   |                 |                 |                                                  |
| I      | 主要駅（2面4線） | 70                   | ◇    |                 |                 |                                                  |
| C      | 分岐駅（2面4線） | 50                   | ◆    |                 |                 | A駅 - I駅・K駅間を走る列車はここでスイッチバック |
| D      | 中間駅（2面2線） | 75                   | ‖    |                 |                 |                                                  |
| E      | 分岐駅（2面4線） | 95                   | ∨    |                 |                 | A駅 - L駅間を走る列車はここで分岐                |
| F      | 中間駅（2面2線） | 120                  | ｜   |                 |                 |                                                  |
| G      | 中間駅（2面2線） | 130                  | ｜   |                 |                 |                                                  |
| 信号場 | 信号場           |                      | ◇    |                 |                 | 単線の場合は行き違いを考慮して信号場を設置       |
| H      | 終端駅（2面4線） | 175                  | ∧    |                 |                 |                                                  |

#### 新幹線整備後の在来線の将来像
新幹線整備は、沿線地域の並行在来線をはじめとする在来線の利用者数に影響を与えてきた。令和元年度調査では、新幹線整備が在来線に与える影響を明らかにし、新幹線整備後の在来線の将来像について検討された。人口減少下で並行在来線の経営が今後さらに厳しさを増していくことにも十分留意しつつ、沿線地域の特性と将来需要の見通しに応じて、地域における具体的な交通体系のあり方を整理することが必要であるとしている。
令和元年度調査では、整備新幹線（既開業区間）周辺の在来線56路線70ケース（開業時期毎）の輸送量（人／日）の変化が分析された。新幹線の開業前年度と翌年度を比較した場合、全ケース中、増加・横ばいのケースは約6割、減少したケースは約3割だった。開業翌年度から５年間を見ても増加・横ばいのケースは約6割だった。この分析では、開業前年度と翌年度の比較では2%の変化を、開業翌年度より5年間の比較では5％の変化を輸送量の増減の判断基準としている。輸送人員の増加が見られるのは主に定期外の利用であり、開業に合わせて観光施策を講じ、輸送量を増加させたと考えられる。
| 開業前年度－開業翌年度（N＝70） | 開業前年度－開業翌年度（N＝70） | 開業前年度－開業翌年度（N＝70） | 開業前年度－開業翌年度（N＝70） | 開業翌年度より５年間（N＝70) | 開業翌年度より５年間（N＝70) | 開業翌年度より５年間（N＝70) | 開業翌年度より５年間（N＝70) |
| 輸送量増加                      | 輸送量横ばい                    | 輸送量減少                      | 分析不可                        | 輸送量増加                   | 輸送量横ばい                 | 輸送量減少                   | 分析不可                     |
| ------------------------------- | ------------------------------- | ------------------------------- | ------------------------------- | ---------------------------- | ---------------------------- | ---------------------------- | ---------------------------- |
| 39% (27ケース）                 | 17% (12ケース）                 | 29% (20ケース）                 | 16% (11ケース）                 | 19% (13ケース）              | 40% (28ケース）              | 34% (24ケース）              | 7%（5ケース）                |

また、在来線56路線70ケース（開業時期毎）が新幹線との接続状況・位置関係から以下の6タイプに分類され、在来線の輸送量変化の分析が行われた。Aの並行在来線タイプにおいては、優等列車の廃止によって減少したケースの割合が大きい。一方、新幹線と接続するそれ以外のタイプ（B、C、D、Eタイプ）では、増加・横ばいケースの割合が大きいことが分かった。今後の調査では、新幹線整備後の在来線の営業方針や代替交通への転換に係る課題の整理が行われる。 
| 在来線タイプ         | 調査結果 | 事例                                    | 事例数       | 輸送量増加 | 輸送量横ばい | 輸送量減少 |
| -------------------- | --- | --------------------------------------- | ------------ | ---------- | ------------ | ---------- |
| Ａ：並行在来線       | 新幹線駅に接続する並行在来線およびそれに類する路線。新幹線開業後、優等列車の廃止による利用者全体の減少や、観光入込客数の増加による定期外利用者の増加が見られた。                     | 肥薩おれんじ鉄道、IGRいわて銀河鉄道など | 13路線（18） | 2          | 1            | 4          |
| Ｂ：新幹線－幹線接続 | 新幹線駅と幹線の駅を接続している在来線。新幹線開業に伴う観光・ビジネス利用増によると見られる定期外利用者の増加や新幹線開業により移動方向が変化し、長距離移動が減少する事例があった。 | 大糸線、八戸線など                      | 6路線（7）   | 3          | 1            | 3          |
| Ｃ：幹線             | 新幹線駅に接続する幹線。新幹線開業に伴う観光・ビジネス利用増があると思われ、利用者は増加する傾向。優等列車の再編や廃止に伴う利用者の増減もあった。                                   | 奥羽本線、高山本線など                  | 5路線（6）   | 4          | 1            | 1          |
| Ｄ：支線             | 新幹線駅に接続している支線（一方の終点がどこにも接続していない）の在来線。新幹線開業後、利用者は増加傾向。主に観光利用と思われる定期外利用者の増加が顕著な事例があった。             | 富山地方鉄道立山線、上田電鉄別所線など  | 6路線（7）   | 5          | 0            | 2          |
| Ｅ：都市内交通       | 都市内交通を担う路線。いずれも都市圏人口の大きな都市にある。新幹線開業により、都市内での人の流動が増えることにより利用者が増加した。                                                 | 熊本市電、富山地方鉄道富山軌道線など    | 3路線（3）   | 3          | 0            | 0          |
| Ｆ：未接続           | 新幹線駅に直接接続していない在来線。新幹線開業前後において、利用者の増加が顕著な事例も確認された。                                                                                   | 三角線、津軽線など                      | 23路線（30） | 10         | 9            | 10         |

#### 各新幹線駅の特性や利用状況の整理
新幹線駅約50駅について、乗降客数を目的変数とした重回帰分析を行い、乗降客数に係る新幹線駅のポテンシャルが下記の要因から推定された。 
- 所在地の人口、観光入込客数、乗入路線数が大きいほど、乗降客数は大きくなる傾向があることが分かった。
- 駅と市街地からの距離が5km以上あると乗降客数は小さくなる傾向があることが分かった。

モデルによる推計値と実績値が乖離している駅もあり、以下のような要因も乗降客数に関係している可能性があると考えられる。
- 路線全体の中での位置付け（起終点であるか、起終点との距離）
- 近接する駅との距離（需要の分散）
- 観光や出張の遠方からの利用とは異なる、通勤・通学の域内での利用の有無

乗降客数を増やすには、定住促進や観光振興、二次交通の強化といった施策が効果的と考えられる。今後の調査では、整備効果の評価手法の見直しや駅の特性を踏まえた整備効果を高める方策について、さらに検討される。
| 類型             | 類型           | 内容 | 結果 |
| ---------------- | -------------- | --- | --- |
| 定住促進         | 市街地再開発   | JR久留米駅周辺に高層マンションを建設した。 | 博多駅まで乗り換えなしで通勤・通学できる利便性が人気となり、 久留米市への転入が増加した。 |
| 定住促進         | 企業誘致       | 2015年3月の北陸新幹線延伸開業に合わせて、富山県への企業誘致が行われた。 | 富山県内への企業立地数が、33件（2012年）から57件（2016年）に増加した。 |
| 観光振興         | PR活動         | 熊本県では、九州新幹線整備により、単なる通過地となってしまうことを回避するため、アクセス時間が大幅に短縮する近畿・中国・四国地方をターゲット市場としたPR活動を行った。             | 各地域からの熊本県内の宿泊客数（人）が増加した。 \| エリア \| 2010年 6~12月 \| 2011年 6~12月 \| 対前年比 \| \| ---------------- \| ------------- \| ------------- \| -------- \| \| 九州 \| 436,643 \| 442,922 \| 101.44% \| \| 近畿・中国・四国 \| 119,413 \| 180,073 \| 150.80% \| \| その他 \| 168,411 \| 211,085 \| 125.34% \| \| 国内計 \| 788,997 \| 868,174 \| 110.04% \| |
| 観光振興         | 地域ブランド   | インバウンドの増加は大都市部に比べ地方部では遅い傾向にあるが、富山県では、「立山黒部」の世界ブランド化に向けた取組が実施された。                                                   | 当地の外国人観光客数は約37％増加（2017年と2014年の比較）した。 |
| 二次交通         | 二次交通の強化 | 既存在来線のダイヤ改正や新規バス路線の整備、観光タクシーの導入が実施されてきた。                                                                                                   | 中心市街地や観光地へのアクセスが改善されている。一方、新幹線の整備効果が期待できる人口規模や観光地があるにもかかわらず、それらとのアクセスを抜本的に改善することができず、需要を上手く取り込めていない地域も見られる。 |
| 二次交通         | 観光列車       | 2015年10月からの「北陸デスティネーションキャンペーン」に合わせて、北陸新幹線に接続する氷見線と城端線で「ベル・モンターニュ・エ・メール」、七尾線で「花嫁のれん」の運行を開始した。 | 氷見線、城端線、七尾線、高山本線で輸送量が増加した。 |
| エリア           | 2010年 6~12月  | 2011年 6~12月 | 対前年比 |
| 九州             | 436,643        | 442,922 | 101.44% |
| 近畿・中国・四国 | 119,413        | 180,073 | 150.80% |
| その他           | 168,411        | 211,085 | 125.34% |
| 国内計           | 788,997        | 868,174 | 110.04% |